# Friedensmuseum

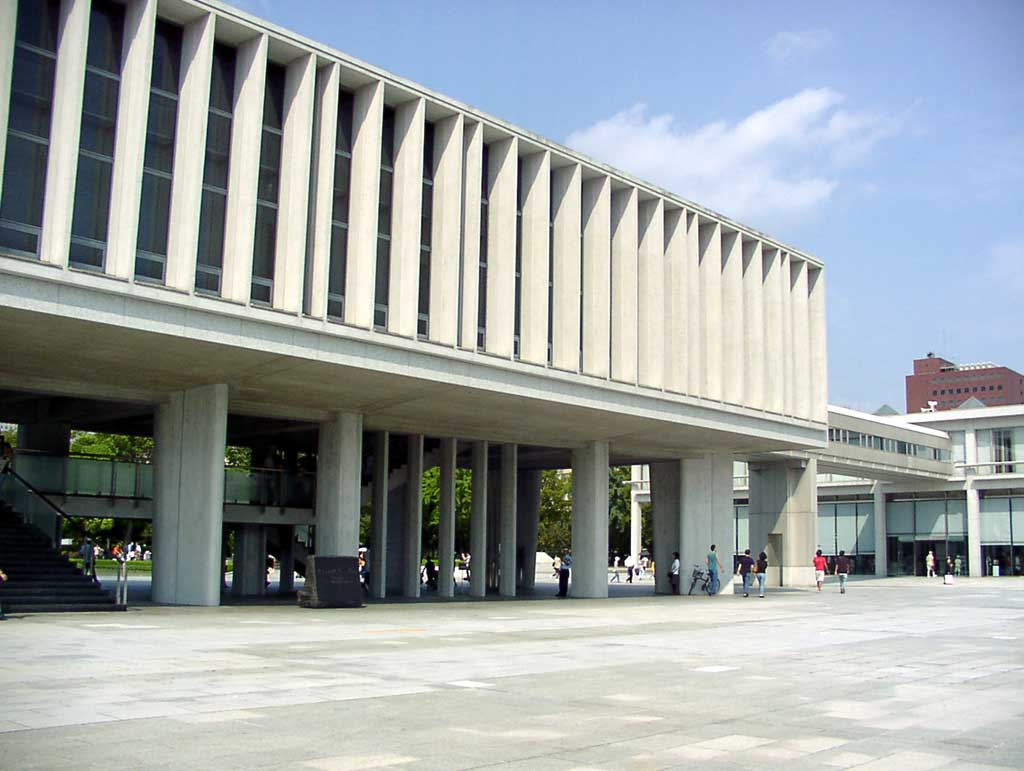
Friedensmuseum Hiroshima Hiroshima, Japan.

Ein Friedensmuseum ist ein Museum, das Friedensförderung dokumentiert. Viele Friedensmuseen setzen sich für Programme gegen Gewalt und Gewaltlösungen ein. Diese sind unter anderem Konflikte auf der individuellen, regionalen oder internationalen Ebene.
Die Friedensmuseen haben ein weltweites Netzwerk (International Network of Museums for Peace, INMP) mit Verbindung zur UNESCO. Etwa alle 2 Jahre finden Konferenzen dieses Netzwerks statt.

## Friedensmuseen in der Welt (Auswahl)
- Internationales Kriegs- und Friedensmuseum in Luzern von 1902, Schweiz
- 1. Österreichisches Friedensmuseum
- Anti-Kriegs-Museum, Berlin
- Antikriegshaus Sievershausen
- Atombombenmuseum Nagasaki
- CEGESOMA
- Centre for Peace and Reconciliation Studies
- Centro di Documentazione del Manifesto Pacifista Internazionale in Casalecchio (BO), Italien
- Children’s Peace Pavilion – Independence, Vereinigte Staaten
- Comenius Museum
- Community Peace Museums Heritage Foundation
- Dayton International Peace Museum – Dayton, Vereinigte Staaten
- Display House of Lucky Dragon
- Europäische Friedensmuseum
- Friedensbibliothek - Antikriegmuseum
- Friedensmuseum Brücke von Remagen
- Friedensmuseum Grundschule Fukuromachi
- GandhiServe Foundation
- Stiftung Friedensmuseum von Gernika
- Grassroots House
- Green Island Human Rights Memorial Park
- Gustavus Adolphus College, Peace Studies Program
- Friedensmuseum Himeji
- Himeyuri-Friedensmuseum
- Friedensdenkmal in Hiroshima
- Friedensmuseum Hiroshima
- Friedensmuseum Grundschule Honkawa – Hiroshima, Japan
- Friedensmuseum Lindau
- Friedensmuseum Nürnberg
- Museum Hürtgenwald 1944
- IJzertoren – Diksmuide, West Flanders, Belgien
- Indian Institute for Peace
- Institute for Peace Science, Universität Hiroshima
- International Museum of Peace and Solidarity
- International Network of Peace Museums
- International Peace Research Institute, Meiji-Gakuin-Universität
- John Rabe Communication Centre
- Kusunuchi Heiwa Bunkakan
- Kyoto Museum for World Peace, Ritsumeikan-Universität – Kyoto, Japan
- Mémorial de Caen – Caen, Normandie, Frankreich
- Musée d’ethnographie
- Museo della Pace Piccoli Martiri di Gorla
- Museum voor Vrede en Geweldloosheid
- National Museum of Indian Freedom Movement
- Norwegisches Nobel-Institut – Oslo, Norwegen
- Nova centre per a la Innovacio Social
- Okinawa Kenritsu Heiwa Kinen Shiryōkan
- Osaka International Peace Center
- Pacific War History Museum
- Peace Museum – Bradford, West Yorkshire, England
- The Peace Museum – Chicago, Illinois, Vereinigte Staaten von Amerika
- Friedensmuseum Seoul
- Friedensmuseum Saitama
- Peace Museum Vienna
- Prairie Peace Park
- Universität Gent
- Sapporo-Gakuin-Universität
- Second Historical Archives of China – Nanjing, Jiangsu, Volksrepublik China
- Friedensmuseum Shizuoka
- Stadtgeschichtliches Museum Leipzig / Völkerschlachtdenkmal
- The Swedish Museums Association
- Friedensmuseum Teheran
- Travelling Museum Project History of Conscientious Objection
- Friedensmuseum Uppsala
- Vall d’Uxio Peace Museum
- Vredespaleis Den Haag
- Women’s Active Museum on War and Peace
- Yi Jun Peace Museum